# Zoològic de Dusit
El Zoològic de Dusit (en tailandès: สวนสัตว์ดุสิต) es troba al parc Khao Din i és un jardí zoològic de la ciutat de Bangkok, a Tailàndia. Situat en el districte Dusit, al costat de la Casa del Parlament i el Palau de Dusit, és el zoològic més antic del país, que rep prop de 2,5 milions de visitants a l'any.

## Història
Construït com a jardí botànic privat del rei Chulalongkorn (Rama V), després de la mort del monarca el lloc va ser desatès per anys. El 18 de març de 1938 la regència del rei Rama VIII va acceptar la petició del Govern Revolucionari liderat per Jomphol Per Phibulsongkram per convertir el jardí en un zoològic i van ser traslladades espècies domèstiques al costat d'altres animals portats de l'exterior, entre ells la descendència d'un cérvol clapejat que el propi Rama V va adquirir a la illa de Java.
La ciutat de Bangkok va gestionar el zoològic fins a 1954, quan va passar a les mans de l'Organització Parc Zoològic, sota l'òrbita de la corona tailandesa, també a càrrec dels zoològics de Chiang Mai, Khao Kheow, Songkhla i Nakhon Ratchasima.

## Animals

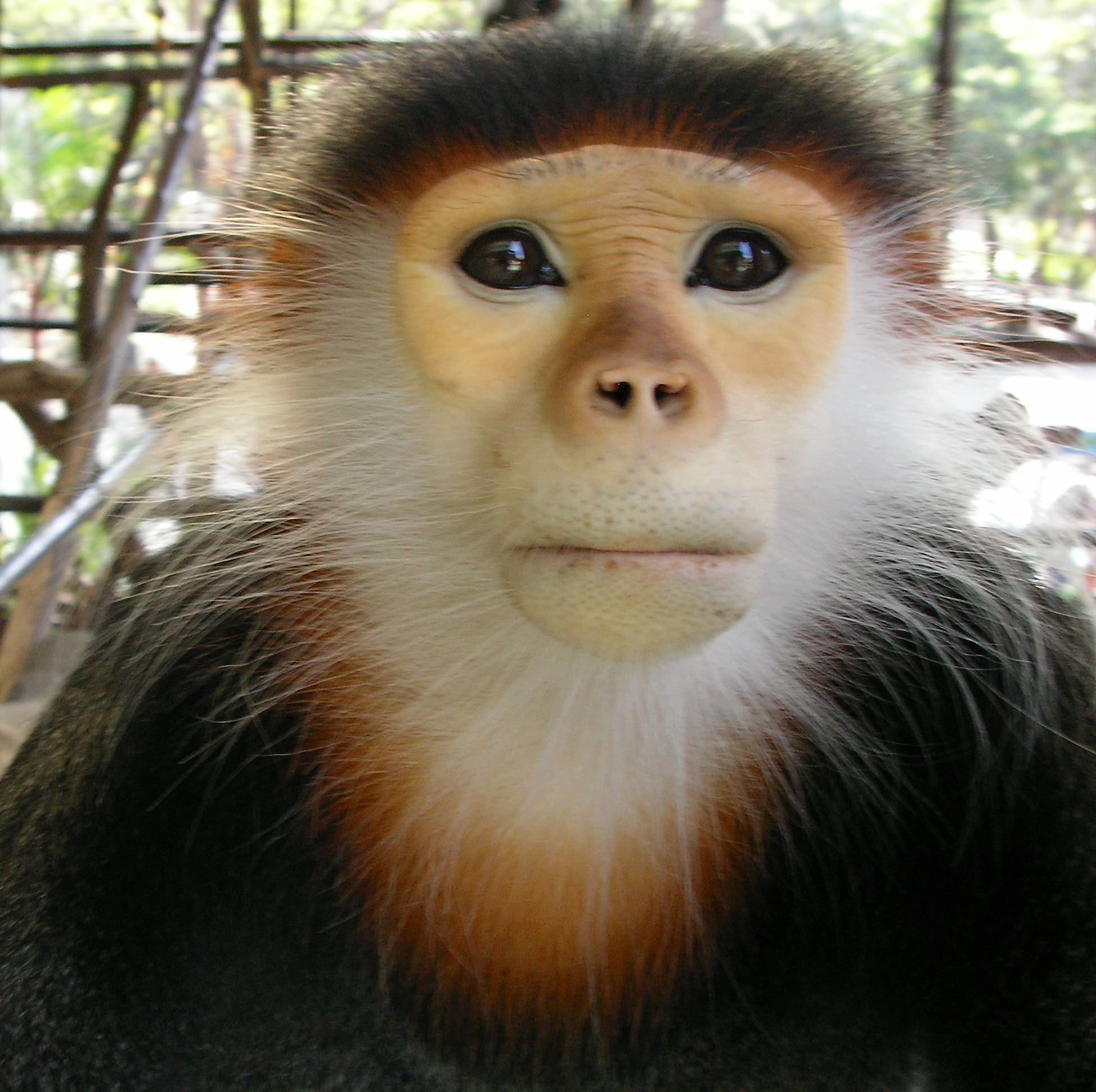
Rinopitec

El zoològic compta amb uns 1.600 exemplars, entre ells prop de 300 mamífers, 200 rèptils i 800 aus. Entre d'altres, hi ha varànids, hipopòtams, tigres (incloent el tigre de Bengala), lleopards, micos (com el gibón, el rinopitec d'Indoxina, el tití i el langur llistat), tapirs asiàtics, uómbats comuns, fals gavials, races miniatura de cavalls, loris lents, pitons de cua curta i corbs picudos i pelicans malais en llibertat que nien en els arbres, així com un hàbitat d'elefants, una plataforma per alimentar a les girafes i les zebres, un aviari i una sala de rèptils.
Entre les espècies poc habituals en el Sud-est Asiàtic hi ha pingüins, camells, ualabins, cangurs i ossos marins.
El més representatiu dels animals del zoològic és un cérvol albino del gènere Muntiacus, l'únic conegut al món, donat per la reina Sirikit al juny de 2002 i que porta per nom Phet (Diamant).

## Serveis

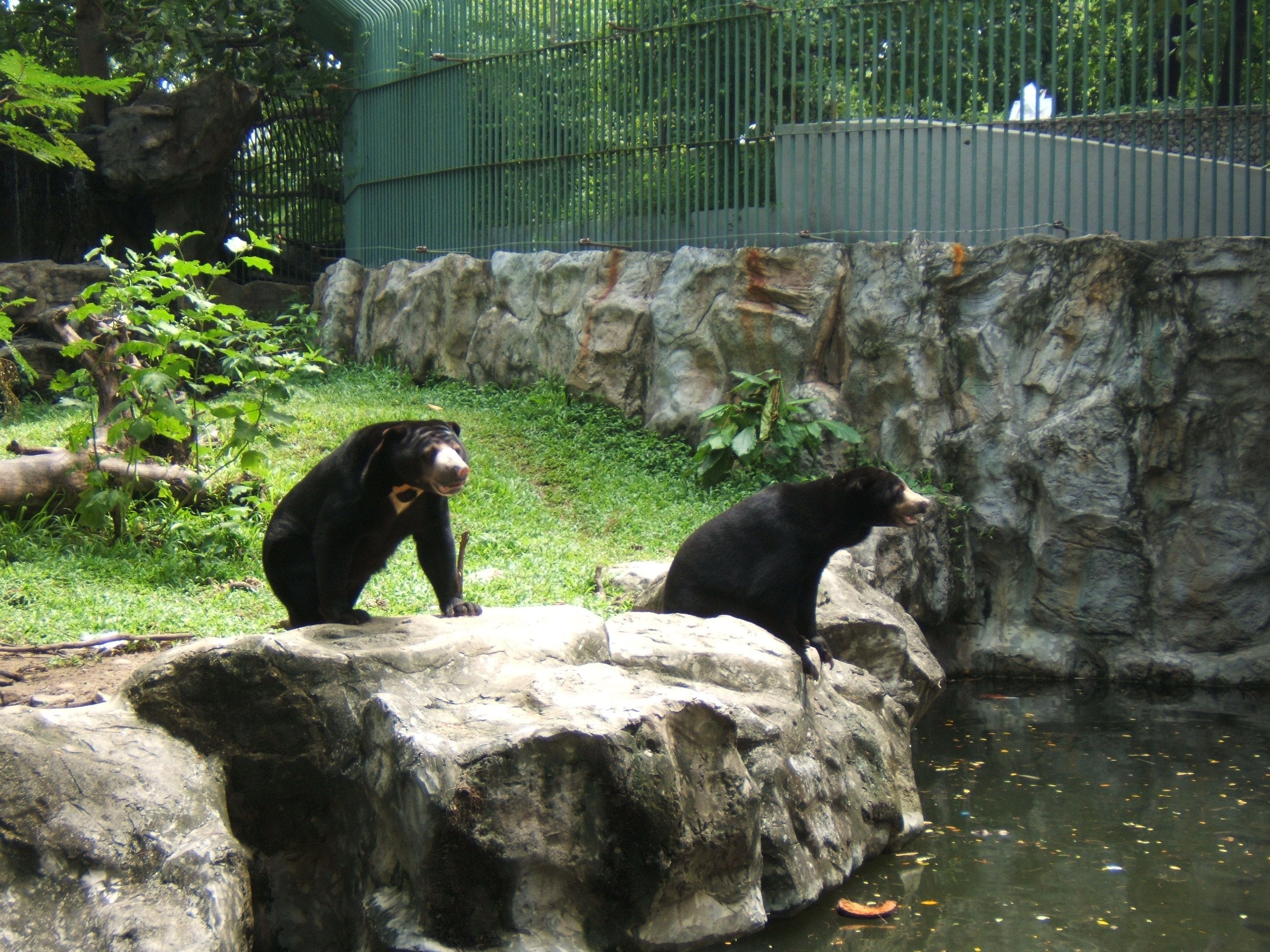
Ossos malayos en el zoològic de Dusit.

El zoològic compta amb un hospital animal, el museu del zoo i centre educacional, i espais per a espectacles d'animals ensinistrats (com a elefants i foques). També hi ha activitats infantils, un tren gratuït que recorre el parc i serveis de llanxes per navegar en el llac intern (que envolta "L'illa de les aus"), un pati de menjars i un local de venda de records, així com "La casa nocturna" (un hàbitat per a les espècies d'hàbits nocturns) i un espai reservat per als rèptils.

## Horaris
El zoològic de Dusit es troba obert tots els dies de l'any, de 8 a 18.

## Transport
Arriben fins als voltants del zoològic les línies de ómnibus 18, 28, 108, 528, 515, 539 i 542. Per arribar amb el métro aeri (BTS Skytrain) cal prendre la línia Sukhumvit fins a l'estació Victory Monument (N3) i prendre un ómnibus o qualsevol transport públic fins al zoològic.